# Hornosín
Hornosín (německy Hornosin) je obec v okrese Strakonice v Jihočeském kraji. Leží asi sedm kilometrů severně od Blatné. Žije v ní 67 obyvatel.
Jihozápadně od obce se nachází přírodní rezervace Kocelovické pastviny, kde se nachází největší populace hořečku drsného v Česku.

## Historie
První písemná zmínka o obci pochází z roku 1318.

## Obyvatelstvo
| Rok            | 1869 | 1880 | 1890 | 1900 | 1910 | 1921 | 1930 | 1950 | 1961 | 1970 | 1980 | 1991 | 2001 | 2011 | 2021 |
| -------------- | ---- | ---- | ---- | ---- | ---- | ---- | ---- | ---- | ---- | ---- | ---- | ---- | ---- | ---- | ---- |
| Počet obyvatel | 240  | 257  | 219  | 194  | 200  | 196  | 188  | 150  | 145  | 123  | 114  | 86   | 71   | 65   | 63   |
| Počet domů     | 37   | 40   | 40   | 40   | 35   | 35   | 35   | 35   | 33   | 30   | 29   | 34   | 35   | 35   | 36   |

## Obecní správa
Mezi lety 1850–1878 patřil Hornosín jako osada města k Bělčicím v okrese Strakonice. V letech 1878–1973 byl obcí v okrese Blatná (1878–1950) a později v okrese Strakonice. Od 1. ledna 1974 do 23. listopadu 1990 patřil znovu jako část města k Bělčicím a od 24. listopadu 1990 je opět samostatnou obcí.
Sousedními obcemi sídla jsou Kocelovice a Bělčice.

### Obecní symboly
Znak a vlajka byly obci uděleny rozhodnutím předsedkyně Poslanecké sněmovny Parlamentu České republiky dne 9. listopadu 2010.

## Doprava

### Dopravní síť
Do obce vedou silnice III. třídy. Územím obce vede silnice II/174 Milín – Březnice – Bělčice – Lnáře – Kadov – Velký Bor. Železniční trať ani stanice či zastávka na území obce nejsou.

### Autobusová doprava 2024
Autobusovou dopravu v obci Hornosín zajišťují společnosti Arriva Střední Čechy a ČSAD AUTOBUSY České Budějovice. Obec je součástí Pražské integrované dopravy (PID). V obci se nachází zastávka Hornosín. Obec obsluhují autobusové linky 496 a 380763. Autobusová linka 496 zajišťuje spojení mezi Březnicí, Bubovicemi, Hudčicemi, Koupí, Bělčicemi a Blatnou, přičemž dva spoje zajíždějí také do Hornosína. Linka 380763 spojuje Blatnou s Bezdědovicemi, Bělčicemi, Hornosínem, Hvožďanami a Březím.

## Pamětihodnosti
- Kaple svatého Floriána
- Kříž